# Who Owns My Heart
"Who Owns My Heart" är en låt av den amerikanska sångerskan Miley Cyrus. Den skrevs av Cyrus, Antonina Armato, Tim James och Devrim Karaoglu och producerades av Armato och James. Den utgavs den 22 oktober 2010 av Hollywood Records i Australien som den andra singeln från Cyrus tredje studioalbum, Can't Be Tamed. Låten skrevs med tanke på känslor en klubbmiljö kan ge en. Musikalt är "Who Owns My Heart" klubbanpassad och driven av syntar. Textmässigt talar låten om att träffa ett möjligt kärleksintresse på en nattklubb.
"Who Owns My Heart" mottogs med blandade recensioner från kritiker. Vissa kritiker tyckte att den var tråkig, medan andra ansåg att den var en av de bästa på Can't Be Tamed. Musikvideon till "Who Owns My Heart" regisserades av Robert Hales. Den handlar om att Cyrus förbereder sig för, anländer och dansar på en herrgårdsfest. Videon kritiserades av Parents Television Council (PTC) för dess sexuella inslag.

## Bakgrund
"Who Owns My Heart" skrevs av Cyrus, Antonina Armato, Tim James och Devrim Karaoglu. Cyrus beskrev låten som en "total danslåt". Låten skrevs med tanke på känslor en klubbmiljö kan ge en. Cyrus skildrade klubbscenen som väldigt sexig. Hon tänkte att den främst bestod av musik och intensiv belysning och tänkte att det kunde utlösa falska känslor med personen man dansar med. Hon sa, "Om du är ute, dansar på en klubb, sättet vibben är på [...] Gillar du verkligen personen du dansar med eller är det bara stämningen av vad som händer?"

## Komposition
"Who Owns My Heart" är en uptempo och klubbanpassad danspoplåt inspirerad av 80-talsmusik. Låten har en livlig beat och använder sig av bubblande syntar med inslag av discomusik. Riffs från keyboards styr låtens instrumentering. Textmässigt handlar låten om spänningen att träffa ett möjligt kärleksintresse på dansgolvet. Verserna och bryggan beskriver miljön med jämförelser till många saker, bland annat tsunamier och rodeor. Låtens refräng frågar "Who owns my heart? Is it love or is it art?" ("Vem äger mitt hjärta? Är det kärlek eller är det konst?").

## Mottagande

### Kritiskt mottagande

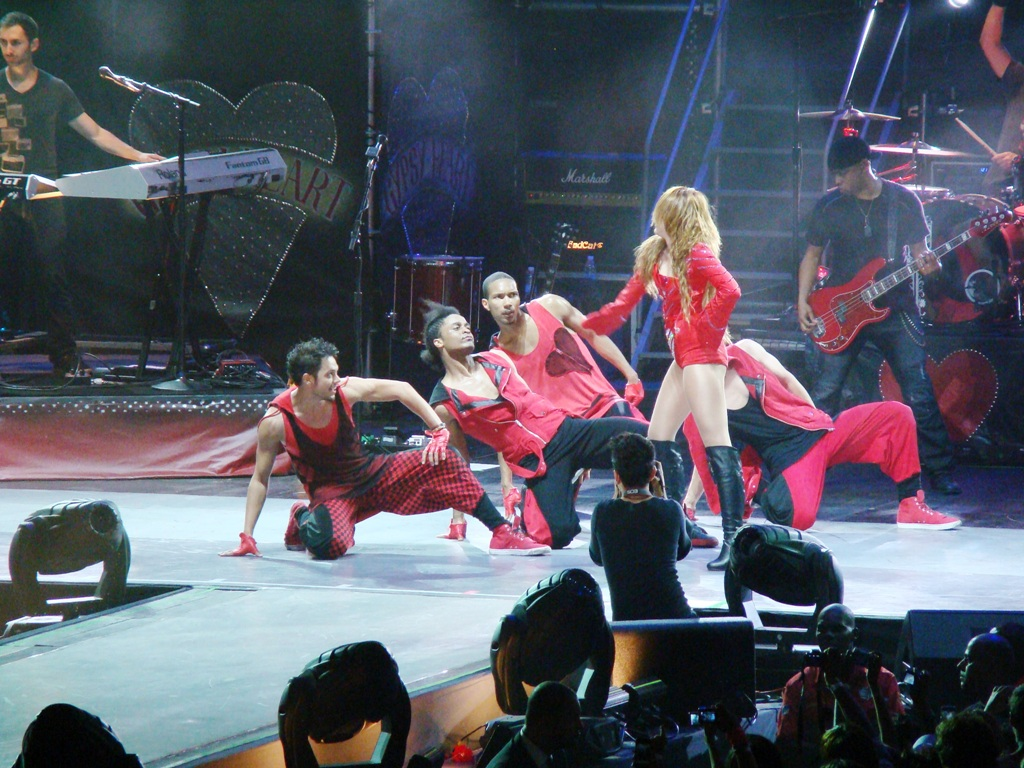
Cyrus framträder "Who Owns My Heart" på Gypsy Heart Tour

Bill Lamb från About.com tyckte att låten i helhet var tråkig. Tanner Stransky från Entertainment Weekly skrev, "Den här låten är en pulserande, möjligen klubbredo låt som förtjänar singelstatus." Heather Phares från Allmusic använde "Who Owns My Heart" som ett exempel till det som enligt henne är ett återkommande problem med Cyrus: "för ofta jämställer Cyrus vuxen med glädjelös". Alex Petridis från The Guardian tyckte låten var ett försök att likna Lady Gaga. Han skrev att svaret till låtens refräng är "förmodligen den där läskiga killen från Disney Channel som pratade om att kränka din gudsfruktan." Evan Sawdey från PopMatters svarade också till refrängen, "Det är handel som äger ditt hjärta, Miley, och så har det alltid varit." Mikael Wood från Billboard jämförde "Who Owns My Heart" med singlar av Black Eyed Peas från 2010. Ed Masley från The Arizone Republic ansåg "Who Owns My Heart" som en av de bästa låtarna från Can't Be Tamed, men tyckte att den hade en "usel Abba-aktig refräng". 
Jon Caramanica från The New York Times tyckte låten var lik Cascada och kallade den en av de mest "spännande" på Can't Be Tamed.

### Listframgångar
"Who Owns My Heart" debuterade som nummer trettiotre på Ultratip-listan för regionen Flandern i Belgien den 16 oktober 2010. Följande vecka steg den till nummer arton och två veckor senare nådde den nummer två. I Tyskland debuterade låten som nummer tjugofyra. I Österrike debuterade låten som nummer trettiofem. I Slovakien debuterade den som nummer sjuttiofyra och fem veckor senare nådde den trettiofem. I Rumänien nådde den nummer fyrtionio.

## Musikvideo

### Bakgrund och synopsis
Låtens musikvideo regisserades av Robert Hales, som regisserade Cyrus tidigare singel, "Can't Be Tamed". Videon spelades in under 6–7 augusti 2010 i Detroit, Michigan. Videon börjar med att Cyrus sover men en ögonbindel på en madrass i ett sovrom. Hon vaknar och vrider sig på madrassen. Sedan går hon till ett badrum där hon sjunger i badkaret och gör sig redo för en fest. När refrängen börjar sitter Cyrus i baksätet på en limousine. När hon är framme på herrgårdsfesten dansar hon på ett stort bord. I resten av videon dansar Cyrus med olika personer på dansgolvet. Filmsekvenser visar Cyrus i alla tidigare scener och när hon dansar med andra i husets arbetsrum. Videon avslutas med att hon är tillbaka i sovrummet och vaknar än en gång.

### Mottagande
Videon hade premiär på MSN den 7 oktober 2010. Jocelyn Vena från MTV News skrev, "Det kommer en tid i varje popprinsessas karriär där hon måste anordna en sexig dansfest och tillkännage sin kvinnlighet. 2001 gjorde Britney Spears så mycket i 'I'm a Slave 4 U' och denna vecka gör Miley Cyrus samma sak i videon för sin klubbfärdiga låt 'Who Owns My Heart.'" Tim Winter från Parents Television Council (PTC) kritiserade videon för dess suggestiva och sexuella inslag. Han skrev att det var olyckligt att Cyrus gör en sådan sexualiserad video, eftersom budskapet som hon skickar till sina fans är motsatsen till allt hon har gjort innan.

## Låtlistor
| - Brittisk digital nedladdning 1. "Who Owns My Heart" — 3:34 2. "Who Owns My Heart" (The Alias Remix) - 5:58 - Digital EP 1. "Who Owns My Heart" - 3:34 2. "Who Owns My Heart" (The Alias Remix) - 5:58 3. "Who Owns My Heart" (The Alias Radio Mix) - 3:54 | - Australiensisk digital nedladdning 1. "Who Owns My Heart" — 3:34 2. "Who Owns My Heart" (musikvideo) — 3:40 - Tysk Digital EP 1. "Who Owns My Heart" — 3:34 2. "Forgiveness and Love" — 3:28 3. "Who Owns My Heart" (musikvideo) — 3:40 |

## Topplistor
| Topplista (2010)            | Högsta placering |
| --------------------------- | ---------------- |
| Belgien (Ultratip Flandern) | 2                |
| Rumänien                    | 49               |
| Slovakien                   | 35               |
| Tyskland                    | 24               |
| Österrike                   | 35               |

## Utgivningshistorik
| Land           | Datum            | Skivbolag           | Format              |
| -------------- | ---------------- | ------------------- | ------------------- |
| Australien     | 22 oktober 2010  | Hollywood Records   | Digital nedladdning |
| Tyskland       | 25 oktober 2010  | Hollywood Records   | Digital nedladdning |
| Storbritannien | 26 oktober 2010  | Fascination Records | CD-singel           |
| Tyskland       | 5 november 2010  | Hollywood Records   | CD-singel           |
| Kanada         | 15 november 2010 | Hollywood Records   | Digital nedladdning |
| Storbritannien | 9 december 2010  | Hollywood Records   | Digital nedladdning |